# 爱慕 (品牌)
爱慕股份（AIMER，上交所：603511）是一家中国服饰品牌公司，由爱慕股份有限公司及其旗下全资和投资的二十余家子公司组成，专业于贴身内衣服饰的研发与制造，总部位于中华人民共和国北京市朝阳区。
爱慕股份有限公司前身是成立于1981年10月13日的华美时装厂，为北京朝阳区属集体企业。2021年5月，宣布于上海证券交易所主板上市。

## 发展历史
1993年，爱慕诞生于中国北京。

## 代言人
2009年，签约国际影星巩俐为品牌形象代言人。
2017年，签约“世界小姐”张梓琳为品牌形象代言人。
2020年，签约青年演员辛芷蕾为品牌形象代言人。
2021年，签约青年演员李沁为全球品牌大使。

## 旗下品牌
“爱慕”（AIMER）、“爱慕先生”（AIMER MEN）、 “爱慕儿童”（AIMER KIDS）、“兰卡文”(LA CLOVER)、“爱美丽”(IMIS) 、“乎兮”（HUXI）、“彳亍”（ROAD）、 “皇锦”（EMPERORIENT）、BODY WILD、BECHIC等品牌。

## 爱慕工厂
爱慕股份拥有两大工业旅游生产基地：江苏苏州爱慕生态工厂、北京顺义爱慕时尚工厂。